# Merta
Merta är en ort i Indien.   Den ligger i distriktet Nāgaur och delstaten Rajasthan, i den nordvästra delen av landet, 400 km sydväst om huvudstaden New Delhi. Merta ligger 324 meter över havet och antalet invånare är 43 758.
Terrängen runt Merta är mycket platt. Runt Merta är det ganska tätbefolkat, med 160 invånare per kvadratkilometer. Det finns inga andra samhällen i närheten. Trakten runt Merta består till största delen av jordbruksmark.